# Френсіс Ґейлі
Френсіс Ґейлі (англ. Francis Gailey, 21 січня 1882 — 10 липня 1972) — австралійський плавець.
Призер Олімпійських Ігор 1904 року, на яких представляв США.